# 朴美英
朴 美英（パク・ミヨン、Park Mi Young、1981年11月17日 - ）は、大韓民国・ソウル特別市出身の卓球選手。三星生命所属。

## 略歴
2006年のITTFプロツアー、チリオープンで優勝。2007年の第49回世界卓球選手権個人戦ザグレブ大会の女子ダブルスでキム・キョンアとのペアで銅メダルを獲得した。2008年の北京オリンピックの女子シングルスでは4回戦まで進出し王楠に敗れた。また女子団体では銅メダルを獲得している。 2009年の第50回世界卓球選手権個人戦横浜大会でもキム・キョンアとのペアで2大会連続ダブルスの銅メダルを獲得している。

## 主な戦績
- 2006年
  - ITTFプロツアー・チリオープン 女子シングルス優勝
- 2007年
  - 第49回世界選手権ザグレブ大会 女子ダブルス3位（キム・キョンアと）
  - ITTFプロツアー・グランドファイナル（2007 北京） 女子ダブルス準優勝（キム・キョンアと）
- 2008年
  - 北京オリンピック 女子シングルス ベスト16、女子団体銅メダル
  - ITTFプロツアー・グランドファイナル（2008 マカオ） 女子ダブルス準優勝（キム・キョンアと）
- 2009年
  - 第50回世界選手権横浜大会 女子シングルス ベスト16、女子ダブルス3位（キム・キョンアと）